# Аугустиньская, Янина
Янина Зофия Аугустиньская (пол. Janina Zofia Augustyńska), в девичестве Зилевич (пол. Zielewicz; 17 августа 1920, Быдгощ — 13 августа 1944, Варшава) — польская разведчица (харцерка), подпоручик Армии Крайовой, участница Варшавского восстания.

## Биография
Родилась 17 августа 1920 года в Быдгоще. Дочь Станислава Зилевича, чиновника и руководителя в компании «Польские государственные железные дороги», и Марцияны Зилевич (в девичестве Томашевской). Окончила государственную начальную школу Быдгоща, училась в средней католической женской школе с гуманитарным уклоном. В молодости вступила в движение харцеров.
После начала Второй мировой войны в 1940 или 1941 году переселилась в Варшаву, проживая в доме по улице Барбары. Работала тайно со своими братьями Стефаном и Болеславом, оказывая помощь Движению Сопротивления. В феврале 1942 года Янина и её братья были арестованы полицией, а в её доме обнаружили склад оружия. Всю семью Янины отправили в тюрьму на аллею Шуха, а саму её отправили отбывать наказание в тюрьмы Павяк и Сербию. Летом 1943 года она сбежала из тюрьмы и встретилась с Анджеем Аугустиньским, харцмейстером Польши, за которого вышла замуж.
Во время Варшавского восстания Янина служила сестрой милосердия и разведчицей в Харцерской роте батальона «Густав» боевой группы АК «Руг». В качестве псевдонима использовала всего лишь своё имя. Муж в том же подразделении выполнял обязанности квартирмейстера, имел звание подпоручика. 13 августа 1944 Янина и Анджей участвовали в боях за Варшаву на улице Килиньского, где и погибли после взрыва немецкой машины-подрывника Borgward IV.
Их имена упомянуты на плите символической могилы Военного кладбища в Варшаве. В тех же боях пал и брат Янины, Стефан (известен по прозвищу «Ольха», поручик Армии Крайовой, заместитель командира роты «Гертруда»).